# فلورنس ديلاي
فلورنس ديلاي (بالفرنسية: Florence Delay) ولدت في 19 مارس 1941 بباريس، وهي كاتبة فرنسية، وعضوة بأكاديمية اللغة الفرنسية منذ عام 2000. كتبت روايات، ومقالات، ومسرحيات بالتعاون مع جاك روبو. كما قامت بترجمة العديد من النصوص الإسبانية. حصلت على جائزة فيمينا الأدبية عام 1983.

## روابط خارجية
- فلورنس ديلاي على موقع IMDb (الإنجليزية)
- فلورنس ديلاي على موقع الموسوعة البريطانية (الإنجليزية)
- فلورنس ديلاي على موقع ألو سيني (الفرنسية)
- فلورنس ديلاي على موقع ميوزك برينز (الإنجليزية)
- فلورنس ديلاي على موقع قاعدة بيانات الأفلام السويدية (السويدية)
- فلورنس ديلاي على موقع قاعدة بيانات الفيلم (الإنجليزية)
- فلورنس ديلاي على موقع كينوبويسك (الروسية)